# Армія визволення Капріві
Армія визволення Капріві (англ. Caprivi Liberation Army) — політична сила, яка вела збройну боротьбу в регіоні Смуга Капріві на півночі Намібії. Армія складалася з представників народу лозі.

## Історія
У Намібії лозі є меншістю (всього 4 % населення), більшість з них проживають у Капріві, в регіоні, який розташований на південь від держави Замбія. Родючі землі Капріві є важливою економічною складовою економіки Намібії.
У 1994 році була сформована Армія визволення Капріві, яка почала проводити кампанію за надання автономії регіону та встановленню більш тісних зв'язків з народом лозі на заході Замбії. З 1998 року протистояння конфлікту перейшло у збройну фазу. За оцінками близько 2500 намібійців зі смуги Капріві втекли від збройних дій у Ботсвану, а лідер організації Мішаке Муйонго отримав притулок у Данії.